# Jorge Larraz
Jorge Roberto Larraz Camardelli (Buenos Aires, Argentina; 12 de abril de 1937-Las Palmas de Gran Canaria, España; 9 de agosto de 2016) fue un futbolista argentino nacionalizado ecuatoriano. Jugaba de delantero y su primer club fue Deportivo Armenio. Fue hermano de Mariano Larraz con quien jugó en Emelec, y de Orlando Larraz, quien también jugó en Emelec de Guayaquil y en Millonarios de Bogotá.

## Trayectoria
Comenzó su carrera en 1951 jugando para Deportivo Armenio. Jugó para el club hasta 1953. En 1954 se trasladó al Gimnasia y Tiro de Salta, club al que se mantuvo ligado hasta 1956 cuando marchó a Ecuador para formar parte de las filas del Emelec. Jugó para el club hasta 1957. Siguió recorriendo Ecuador ese año se fue al Universidad Católica. 
En 1957 se fue a España para jugar en el U. D. Las Palmas. Estuvo en el club hasta 1960, cuando se fue al Granada CF, donde jugó una temporada. al año siguiente se fue al CD Tenerife para jugar otra temporada. En 1962 se incorpora otra temporada al Deportivo La Coruña. Terminó su carrera en el Racing de Ferrol, donde jugó las temporadas 1964/65 y 1965/66, logrando en esta última el retorno a la 2ª División del club verde.
Tras su retirada se estableció en la ciudad española de Las Palmas de Gran Canaria, donde falleció a los 79 años de edad.

## Selección nacional
Fue internacional con Ecuador participando en la Copa América de 1957.

### Participaciones en Campeonatos Sudamericanos
| Sudamericano                 | Sede | Resultado      | Part. | Goles |
| ---------------------------- | ---- | -------------- | ----- | ----- |
| Campeonato Sudamericano 1957 | Perú | Séptimo puesto | 6     | 5     |

## Clubes
| Club                     | País      | Año       |
| ------------------------ | --------- | --------- |
| Deportivo Armenio        | Argentina | 1951-1953 |
| Gimnasia y Tiro de Salta | Argentina | 1954-1956 |
| Emelec                   | Ecuador   | 1956-1957 |
| Universidad Católica     | Ecuador   | 1957      |
| U. D. Las Palmas         | España    | 1957-1960 |
| Granada C. F.            | España    | 1960-1961 |
| C. D. Tenerife           | España    | 1961-1962 |
| Deportivo La Coruña      | España    | 1962-1963 |
| Racing de Ferrol         | España    | 1963-1965 |